# Critters: A New Binge
Critters: A New Binge est une série télévisée américaine réalisé par Jordan Rubin, basé à partir du scénario original écrit par Domonic Muir en 1986 et a été diffusé intégralement sur la plateforme de vidéo à la demande Shudder le 21 mars 2019.

## Synopsis
Les Krites arrivent sur Terre dans le cadre d'une mission de sauvetage pour leur camarade disparu. Un groupe d'élèves secondaires, Christopher, Dana et Charlie font obstacle à leurs projets. Les adolescents reçoivent très vite de l'aide sous forme de chasseurs de primes intergalactiques.

## Distribution

### Acteurs principaux
- Joey Morgan : Christopher
- Stephi Chin-Salvo : Dana
- Bzhaun Rhoden : Charlie
- Kirsten Robek : Veronica
- Jacob Flack : Critter
- Mark Steger : Critter
- Christian Sloan : Holt
- Jim Meskimen : Critter
- Gilbert Gottfried : Oncle
- Tom Pickett : Chasseur de primes #1
- Toby Levins : Chasseur de primes #2
- Alison Wandzura : Shérif Miller

### Acteurs récurrents et Invités
- Sean Owen Roberts : Député Jackson
- A.J. LoCascio : Voix additionnelles
- Stephen Merchant : Mr. le Président
- Quinn Bui : Ethan
- Thomas Lennon : Mr. Weber
- Jocelyn Panton : Ellen Henderson

## Production

### Développement
En 2014, la société Warner Bros. a annoncé son intention de produire une web-série basé des films originaux. Le producteur de la compagnie a ensuite contacté le réalisateur et scénariste Jordan Rubin pour savoir s'il était intéressé par le projet. Rubin a ensuite commencé à écrire le scénario avec Al Kaplan et Jon Kaplan.

### Tournage
Les principales prises de vues ont commencé au cours de la dernière semaine de mai 2018 à Vancouver, en Colombie-Britannique, au Canada. Le tournage a pris fin en juillet 2018.

## Fiche technique
- Titre original : Critters : A new binge
- Titre francophone : Critters
- Réalisation : Jordan Rubin
- Scénario : Al Kaplan, Jon Kaplan et Jordan Rubin
- Casting : Judy Lee
- Photographie : Adam Sliwinski
- Direction artistique : Grace Alvarez
- Décors : Daren Luc Sasges
- Musique : Al Kaplan et Jon Kaplan
- Montage : Daniel Missirlian et Evan Nix
- Production : Barry Opper (de) et Rupert Harvey
  - Producteurs exécutifs : Jordan Rubin, Al Kaplan, Jonathan Stern et Jon Kaplan
- Sociétés de production : Abominable Pictures et Blue Ribbon Content
- Sociétés de distribution (télévision) :
  - Shudder (Tous les médias)
- Pays d'origine :  États-Unis
- Langue originale : anglais
- Genre : Horreur, Science-fiction et Comédie
- Durée : 30 minutes

 Sauf indication contraire, les informations mentionnées dans cette section peuvent être confirmées par la base de données cinématographiques IMDb,  présente dans la section « Liens externes ».

## Épisodes

### Première saison (2019)
1. Titre français inconnu (No Eating)
2. Titre français inconnu (Beginnings)
3. Titre français inconnu (Party Time)
4. Titre français inconnu (Veronica)
5. Titre français inconnu (Detention)
6. Titre français inconnu (For Crites Sake)
7. Titre français inconnu (Split Decision)
8. Titre français inconnu (The Final Battle)